# 艾蘭海茨 (新澤西州)
艾蘭海茨（英語：Island Heights）是位於美國新澤西州海洋縣的自治市鎮。

## 人口
根據2020年美國人口普查的數據，艾蘭海茨的面積為2.38平方千米，當中陸地面積為1.58平方千米，而水域面積為0.80平方千米。當地共有人口1650人，而人口密度為每平方千米693人。